# Duncan McNaughton
Duncan McNaughton   (Cornwall, 7 de desembre de 1910 - Austin, 15 de gener de 1998) va ser un atleta canadenc, especialista en el salt d'alçada, que va competir durant les dècades de 1920 i 1930.
El 1930 va disputar els Jocs de l'Imperi Britànic, però fou desqualificat en la prova de salt d'alçada per emprar una tècnica no permesa. El 1932 va prendre part en els Jocs Olímpics de Los Angeles, on va guanyar la medalla d'or en la prova del salt d'alçada del programa d'atletisme.
McNaughton va estudiar geologia a la Universitat del Sud de Califòrnia, aconseguint un màster per l'Institut Tecnològic de Califòrnia. Va treballar pel Servei Geològic del Canadà i posteriorment viatjà a Amèrica del Sud a la recerca de petroli. Durant la Segona Guerra Mundial va servir a la Reial Força Aèria Canadenca. Es va doctorar en geologia per la USC, on fou professor adjunt de geologia. Més tard va ajudar a iniciar l'exploració de petroli i gas a la conca Amadeus del centre d'Austràlia i Palm Valley.
El 1955 va ser inclòs al Saló de la Fama de l'Esport del Canadà i el 1966 al Saló de la Fama de la Colúmbia Britànica.

## Millors marques
- Salt d'alçada. 1,97 metres (1932)[5]